# Division 1 Féminine 2018-2019
La Division 1 Féminine 2018-2019 è stata la 45ª edizione della massima divisione del campionato francese femminile di calcio, disputato tra il 25 agosto 2018 e il 4 maggio 2019.
L'Olympique Lione ha vinto il campionato per il tredicesimo anno consecutivo.

## Stagione

### Novità
Dalla Division 1 Féminine 2017-2018 sono stati retrocessi in Division 2 Féminine il Albi Marssac e l'Olympique Marsiglia. Dalla Division 2 Féminine sono stati promossi il Metz e il Digione.

### Formato
Le 12 squadre si affrontano in un girone all'italiana con partite di andata e ritorno, per un totale di 22 giornate. La squadra prima classificata è campione di Francia, mentre le ultime due classificate retrocedono in Division 2. Le prime due classificate sono ammesse all'edizione 2019-2010 della UEFA Women's Champions League.

## Squadre partecipanti
| Club                | Stagione | Città                 | Stadio                                       | Stagione precedente             |
| ------------------- | -------- | --------------------- | -------------------------------------------- | ------------------------------- |
| Bordeaux            | dettagli | Bordeaux              | Stade Sainte-Germaine                        | 7º posto in Division 1          |
| Digione             | dettagli | Digione               | Stadio des Poussots                          | 1º posto in Division 2 gruppo B |
| Fleury              | dettagli | Fleury-Mérogis        | Stadio Auguste Gentelet                      | 8º posto in Division 1          |
| Guingamp            | dettagli | Guingamp              | Stadio Fred Aubert                           | 10º posto in Division 1         |
| Lilla               | dettagli | Lilla                 | Terreno annesso allo Stadium Lille Métropole | 6º posto in Division 1          |
| Metz                | dettagli | Metz                  | Stade Municipal du Batzenthal                | 1º posto in Division 2 gruppo A |
| Montpellier         | dettagli | Montpellier           | Stadio Jules Rimet                           | 3º posto in Division 1          |
| Olympique Lione     | dettagli | Lione                 | Groupama OL Training Center                  | Campione di Francia             |
| Paris FC            | dettagli | Parigi/Viry-Châtillon | Stadio Robert-Bobin                          | 4º posto in Division 1          |
| Paris Saint-Germain | dettagli | Parigi                | Stadio Jean Bouin                            | 2º posto in Division 1          |
| Rodez               | dettagli | Rodez                 | Stadio Paul Lignon                           | 9º posto in Division 1          |
| Soyaux              | dettagli | Soyaux                | Stadio Léo Lagrange                          | 5º posto in Division 1          |

## Classifica finale
|  | Pos. | Squadra             | Pt | G  | V  | N | P  | GF | GS | DR  |
|  | ---- | ------------------- | -- | -- | -- | - | -- | -- | -- | --- |
|  | 1.   | Olympique Lione     | 62 | 22 | 20 | 2 | 0  | 89 | 6  | +83 |
|  | 2.   | Paris Saint-Germain | 57 | 22 | 18 | 3 | 1  | 62 | 16 | +46 |
|  | 3.   | Montpellier         | 39 | 22 | 12 | 3 | 7  | 51 | 27 | +24 |
|  | 4.   | Bordeaux            | 34 | 22 | 10 | 4 | 8  | 26 | 34 | -8  |
|  | 5.   | Paris FC            | 32 | 22 | 9  | 5 | 8  | 34 | 28 | +6  |
|  | 6.   | Soyaux              | 27 | 22 | 7  | 6 | 9  | 19 | 37 | -18 |
|  | 7.   | Guingamp            | 24 | 22 | 6  | 6 | 10 | 24 | 33 | -9  |
|  | 8.   | Digione             | 24 | 22 | 7  | 3 | 12 | 29 | 44 | -15 |
|  | 9.   | Fleury              | 22 | 22 | 5  | 7 | 10 | 24 | 34 | -10 |
|  | 10.  | Metz                | 19 | 22 | 6  | 1 | 15 | 21 | 63 | -42 |
|  | 11.  | Lilla               | 18 | 22 | 4  | 6 | 12 | 20 | 43 | -23 |
|  | 12.  | Rodez               | 13 | 22 | 3  | 4 | 15 | 14 | 48 | -34 |

Legenda:
      Campione di Francia e ammessa alla UEFA Women's Champions League 2019-2020.
      Ammessa alla UEFA Women's Champions League 2019-2020.
      Retrocesse in Division 2.
Note:
Tre punti a vittoria, uno a pareggio, zero a sconfitta.

## Risultati

### Tabellone
|             | Bor  | Dig  | Fle  | Gui  | Lil  | Met  | Mon  | OLi  | PFC  | PSG  | Rod  | Soy  |
| ----------- | ---- | ---- | ---- | ---- | ---- | ---- | ---- | ---- | ---- | ---- | ---- | ---- |
| Bordeaux    | –––– | 1-0  | 1-1  | 0-0  | 2-1  | 2-0  | 2-2  | 1-7  | 1-1  | 0-2  | 2-0  | 0-1  |
| Digione     | 1-2  | –––– | 2-1  | 1-1  | 1-0  | 3-0  | 0-1  | 0-4  | 0-5  | 0-2  | 1-1  | 3-0  |
| Fleury      | 1-2  | 3-2  | –––– | 1-2  | 4-1  | 2-1  | 1-0  | 1-1  | 1-1  | 0-1  | 0-0  | 1-1  |
| Guingamp    | 0-1  | 1-1  | 4-1  | –––– | 3-0  | 2-0  | 1-5  | 0-3  | 0-1  | 1-1  | 3-0  | 0-1  |
| Lilla       | 0-2  | 1-3  | 0-0  | 3-3  | –––– | 2-1  | 1-1  | 0-8  | 2-1  | 1-3  | 0-1  | 1-0  |
| Metz        | 1-0  | 0-4  | 0-2  | 2-1  | 2-0  | –––– | 0-7  | 0-5  | 0-1  | 1-3  | 3-1  | 0-1  |
| Montpellier | 0-1  | 4-1  | 3-1  | 1-0  | 3-2  | 11-0 | –––– | 0-5  | 2-0  | 0-3  | 5-0  | 2-0  |
| O. Lione    | 3-0  | 5-0  | 4-1  | 7-0  | 1-0  | 3-0  | 2-1  | –––– | 5-0  | 5-0  | 4-0  | 4-0  |
| Paris FC    | 5-0  | 4-0  | 2-1  | 2-0  | 0-0  | 2-2  | 0-1  | 1-4  | –––– | 1-3  | 4-0  | 0-0  |
| Paris SG    | 6-2  | 2-0  | 4-0  | 1-0  | 1-1  | 7-1  | 4-0  | 1-1  | 5-1  | –––– | 3-0  | 2-0  |
| Rodez       | 1-4  | 1-4  | 0-0  | 0-1  | 2-3  | 2-3  | 2-1  | 0-2  | 1-0  | 1-2  | –––– | 0-0  |
| Soyaux      | 1-0  | 4-2  | 2-1  | 1-1  | 1-1  | 2-3  | 1-1  | 0-6  | 0-2  | 0-6  | 3-1  | –––– |

## Statistiche

### Classifica marcatrici
Fonte: www.statsfootofeminin.fr.
| Gol |  |  | Giocatore               | Squadra         |
| --- |  |  | ----------------------- | --------------- |
| 22  |  |  | Marie-Antoinette Katoto | Paris SG        |
| 20  |  |  | Ada Hegerberg           | Olympique Lione |
| 13  |  |  | Kadidiatou Diani        | Paris SG        |
| 13  |  |  | Clarisse Le Bihan       | Montpellier     |
| 13  |  |  | Eugénie Le Sommer       | Olympique Lione |
| 12  |  |  | Viviane Asseyi          | Bordeaux        |
| 12  |  |  | Linda Sällström         | Paris FC        |
| 10  |  |  | Amel Majri              | Olympique Lione |
| 10  |  |  | Dzsenifer Marozsán      | Olympique Lione |
| 8   |  |  | Janice Cayman           | Montpellier     |
| 8   |  |  | Léa Khelifi             | Metz            |
| 8   |  |  | Wendie Renard           | Olympique Lione |
| 8   |  |  | Gaëtane Thiney          | Paris FC        |
| 7   |  |  | Adelie Fourre           | Guingamp        |
| 7   |  |  | Shanice van de Sanden   | Olympique Lione |
| 7   |  |  | Wang Shuang             | Paris SG        |